# Navas de San Juan
Navas de San Juan is een gemeente in de Spaanse provincie Jaén in de regio Andalusië met een oppervlakte van 176 km². Navas de San Juan telt 4.597 inwoners (1 januari 2016).